# Dmitri Dachkov
Pour les articles homonymes, voir Dachkov.
Dmitri Vassilievitch Dachkov (en russe : Дмитрий Васильевич Дашков), né à Moscou le 25 décembre 1788 et mort à Saint-Pétersbourg le 26 novembre 1839, est un homme politique russe. Il fut ministre de la Justice de l'Empire russe du 20 septembre 1829 au 14 février 1839.